# Le Buret
Le Buret é uma comuna francesa na região administrativa da Pays de la Loire, no departamento de Mayenne. Estende-se por uma área de 12,92 km². Em 2010 a comuna tinha 311 habitantes (densidade: 24,1 hab./km²).